# Biyaadhoo
Biyaadhoo est une petite île inhabitée des Maldives. Elle constitue une des îles-hôtel des Maldives en accueillant le Biyaadhoo Island Resort depuis 1982. Elle accueillit anciennement la population masculine d'une colonie de lépreux, les femmes étant elles assignées à l'île voisine de Villingilivaru.

## Géographie
Biyaadhoo est située dans le centre des Maldives, dans le Sud-Est de l'atoll Malé Sud, dans la subdivision de Kaafu. 